# Unión Social-Demócrata Española
Unión Social-Demócrata Española va ser un partit polític espanyol fundat el 1974 per Dionisio Ridruejo, de tendència reformista liberal, que propugnava la conversió d'Espanya en una democràcia. Va formar part de la Plataforma de Convergència Democràtica i va ser un dels dos partits integrants de la Federació Social Demòcrata però va abandonar el projecte al gener de 1977, dissolent-se la formació al novembre de 1979.